# Rivière Coppermine
La rivière Coppermine est un cours d'eau situé dans les régions de North Slave et de Kitikmeot respectivement des territoires canadiens des Territoires du Nord-Ouest et du Nunavut. 

## Géographie
Elle mesure 845 km de long. Elle prend sa source dans le lac de Gras, un petit lac près du grand lac des Esclaves, et coule vers le nord pour se jeter dans le golfe du Couronnement, un bras de l'océan Arctique. La rivière gèle durant la saison hivernale, mais peut continuer de couler sous la glace.
La communauté de Kugluktuk, anciennement Coppermine, est située à l'embouchure de la rivière.